# Catuti
Catuti là một đô thị thuộc bang Minas Gerais, Brasil. Đô thị này có diện tích 285,988 km², dân số năm 2007 là 5303 người, mật độ 17,6 người/km².